# Seznam poslancev Narodne skupščine Kraljevine SHS, izvoljenih leta 1927 v Ljubljanski in Mariborski oblasti
Seznam slovenskih poslancev zajema poslance, ki so bili 11.septembra 1927 izvoljeni v Narodno skupščino Kraljevine SHS.
| Ime                    | Stranka                           | poklic                              |
| ---------------------- | --------------------------------- | ----------------------------------- |
| Andrej Bedjanič        | Slovenska ljudska stranka         | župan in narodni poslanec           |
| Janez Brodar           | Slovenska ljudska stranka         | posestnik                           |
| Štefan Falež           | Slovenska ljudska stranka         | posestnik in narodni poslanec       |
| Andrej Gosar           | Slovenska ljudska stranka         | narodni poslanec                    |
| Jakob Hodžar           | Slovenska ljudska stranka         | narodni poslanec                    |
| Josip Hohnjec          | Slovenska ljudska stranka         | narodni poslanec                    |
| Ivan Jerič             | Slovenska ljudska stranka         | urednik Novin                       |
| Jožef Klekl            | Slovenska ljudska stranka         | narodni poslanec                    |
| Anton Korošec          | Slovenska ljudska stranka         | narodni poslanec                    |
| Albert Kramer          | Samostojna demokratska stranka    | oblastni poslanec in direktor Jutra |
| Franc Kremžar          | Slovenska ljudska stranka         | urednik                             |
| Franc Kulovec          | Slovenska ljudska stranka         | narodni poslanec                    |
| Josip Petejan          | Socialistična stranka Jugoslavije | uradnik                             |
| Ljudevit Pivko         | Samostojna demokratska stranka    | profesor                            |
| Ivan Pucelj            | Slovenska kmetska stranka         | posestnik in narodni poslanec       |
| Vladimir Pušenjak      | Slovenska ljudska stranka         | narodni poslanec                    |
| Dušan Sernec           | Slovenska ljudska stranka         | vseučiliški profesor                |
| Franc Smodej           | Slovenska ljudska stranka         | urednik                             |
| Janez Strcin (Stercin) | Slovenska ljudska stranka         | posestnik                           |
| Anton Sušnik           | Slovenska ljudska stranka         | profesor                            |
| Karol Škulj            | Slovenska ljudska stranka         | župnik                              |
| Ivan Urek              | Samostojna demokratska stranka    | kmet in župan                       |
| Ivan Vesenjak          | Slovenska ljudska stranka         | profesor in narodni poslanec        |
| Jakob Vrečko           | Slovenska ljudska stranka         | posestnik                           |
| Franjo Žabot           | Slovenska ljudska stranka         | narodni poslanec                    |
| Gregor Žerjav          | Samostojna demokratska stranka    | narodni poslanec                    |